# 豪快
| ウィキペディアには「豪快」という見出しの百科事典記事はありません（タイトルに「豪快」を含むページの一覧/「豪快」で始まるページの一覧）。 代わりにウィクショナリーのページ「豪快」が役に立つかもしれません。 |